# Tatort: Liebeshunger
Liebeshunger ist ein Fernsehfilm aus der Kriminalreihe Tatort der ARD und des ORF. Der Film wurde vom Norddeutschen Rundfunk unter der Regie von Thomas Bohn produziert und am 11. März 2007 im Programm Das Erste zum ersten Mal gesendet. Es handelt sich um die Tatort-Folge 658. Für den Kriminalhauptkommissar Casstorff (Robert Atzorn) ist es der dreizehnte Fall, in dem er ermittelt.
Kommissar Casstorff muss den Mord an einer Prostituierten aufklären, mit der er selber vor Jahren eine Affäre hatte.

## Handlung
Karin Freiberg arbeitet als freiberufliche Prostituierte. Eines Tages wird sie nach einem Liebesspiel tot in ihrer „Dienst“-Wohnung aufgefunden, die sie sich mit einer Christiane Wolf teilt. Kommissar Casstorff ist erschrocken, als er erkennen muss, dass er die Frau kennt und selber mit ihr vor Jahren eine kurze Beziehung hatte. Ihr Mann ist nach einem Unfall querschnittsgelähmt und vor allem an der finanziellen Versorgung durch seine Frau interessiert, weshalb er auch von der Prostitution weiß. Der Sohn weiß nach seinen Angaben nichts davon, er wirkt zunächst auf Casstorff mürrisch und verschreckt, zumal er aufgrund eines Fotos von der früheren Affäre mit seiner Mutter weiß.
Die Kriminaltechnik hat es nicht einfach, Hinweise auf den Täter zu finden, da unzählige DNA-Spuren gefunden werden. Auch die Befragung von Nachbarn und Mitbewohnern des Mietshauses, in dem sie aufgrund ihres Berufes nicht sehr beliebt war, gibt kaum Anhaltspunkte. Lediglich eine Nachbarin will beobachtet haben, dass sie mit einem Mann eine engere Beziehung zu haben schien, den sie deshalb für den Freund der Toten hält. Casstorff gelingt es, Jürgen Meinert als Freund von Karin Freiberg zu ermitteln. Er ist der ehemalige Arbeitskollege von Freibergs Mann und nicht gut auf Joachim Freiberg zu sprechen. Er hält ihn sogar für den Mörder. Seiner Meinung nach hätte er seine Frau zu diesem Beruf getrieben.
Kommissar Holicek erhält den Hinweis auf einen Geländewagen, der in letzter Zeit häufig auf dem Parkplatz vor dem Mietshaus stehen würde. Es gelingt ihm, als Fahrer Mirko Schäffler und seinen Freund Dragan ausfindig zu machen. Beide werden festgenommen und verhört, geben aber nichts zu, und da Beweise für die Tat nicht vorliegen, muss man sie wieder gehen lassen. Christiane Wolf sagt auch nicht gegen die Schläger aus, die offensichtlich Prostituierte um Schutzgeld erpressen und bereits einschlägig vorbestraft sind.
Casstorff lässt im Rotlichtmilieu Freier ermitteln, die auf ausgefallene Fesselspiele stehen. Dabei stößt er auf Phillipp Kochbeck, der zugibt, mit dem Opfer an ihrem Todestag zusammen gewesen zu sein. Er hätte sie lebend gefesselt im Bett zurückgelassen, aber die Tür ließ er geöffnet, damit sie jemand befreien konnte. Eine Decke hätte er ihr aber nicht über das Gesicht gelegt. So gerät der Hausmeister Kowalski unter Verdacht, Karin Freiberg erstickt zu haben, denn seine DNA wurde an der Decke gefunden, unter der das Opfer erstickt war.
Letztendlich kann Kommissar Casstorff den zwölfjährigen Sohn des Opfers überführen. Felix Freiberg gibt an, kürzlich herausgefunden zu haben, als was seine Mutter seit zwei Jahren arbeitet. Er wollte sie in der Wohnung aufsuchen und fand sie gefesselt und geknebelt im Bett liegen. So hat er ihr die Decke über den Kopf gezogen, um sie nicht ansehen zu müssen und sei gegangen. Dass sie dabei stirbt, hatte er nicht gewollt.

## Rezeption

### Einschaltquoten
Die Erstausstrahlung von Liebeshunger am 11. März 2007 wurde in Deutschland insgesamt von 7,04 Millionen Zuschauern gesehen und erreichte einen Marktanteil von 18,70 Prozent für Das Erste.

### Kritik
Bei Quotenmeter beurteilt Manuel Weis diesen Tatort als einen der spannendsten Krimis und schreibt: „Mit dem neuen Tatort aus dem Norden ist dem NDR ein ganz großer Wurf gelungen. Ohnehin waren die Episoden mit Robert Atzorn in der Rolle des Jan Casstorff allesamt spannend und clever umgesetzt. In ‚Liebeshunger‘ konnten die Macher aber noch eine Schippe draufsetzen. Der Spannungsbogen bleibt während der gesamten Laufzeit konstant hoch – der Zuschauer wird regelrecht gefesselt von den Geschehnissen. Sehr sehenswerter und guter Krimi.“
Ganz gegenteiliger Meinung ist Franz Solms-Laubach bei welt.de und meint: „Es dauert nicht lange, bis man als einigermaßen routinierter Fernsehzuschauer weiß, wer der Mörder ist. Und man wundert sich nur, warum die Ermittler so lange dafür brauchen. Das ist umso ärgerlicher, als doch der Stoff, aus dem die Geschichte gestrickt ist, so vielversprechend klingt. Aber das Drehbuch ist einfach viel zu durchsichtig. Zwar tauchen interessante Randfiguren auf, […] doch nach der ersten Viertelstunde schaut sich der Film in etwa so, wie eine Schallplatte sich anhört, wenn sie zu langsam abgespielt wird. Zeitlupe statt Zeitraffer ist hier das Motto. Statt schneller Schnitte und spannender Handlung nur Trägheit und norddeutsche Gelassenheit.“
Auch die Kritiker der Fernsehzeitschrift TV Spielfilm vergaben für diesen Tatort nur eine mittlere Wertung und meinen: „Selten wirkte die Auflösung so absurd“.